# Leão-asiático
O leão-asiático (Panthera leo leo), também chamado de leão-indiano ou leão-persa, é uma população de leão que está listada como em perigo de extinção pela UICN, devido a sua pequena população. Desde 2010, a população de leões asiáticos vem aumentando de forma constante ao redor do Parque Nacional da Floresta de Gir no oeste da Índia. Em maio de 2015, o censo de leões asiáticos conduzido em uma área de 20.000 quilômetros quadrados estimou a população em  523 indivíduos, sendo eles 109 machos adultos, 201 fêmeas adultas e 213 filhotes. O censo mais recente realizado em agosto de 2017, mostra que a população de leões asiáticos aumentou para 650 indivíduos selvagens. 
O leão asiático foi descrito pela primeira vez pelo zoólogo austríaco Johann N. Meyer sob o trinômio de Felis leo persicus. Sua ocorrência histórica incluiu o leste da Turquia, Irã, Mesopotâmia e leste do rio Indus, Bengala e rio Narmada na Índia central. O leão asiático é um dos 5 grandes felinos que habitam a Índia atualmente, junto com o tigre-de-bengala, o leopardo-das-neves, o leopardo-nebuloso e o leopardo-indiano. 
Ao contrário do tigre, que prefere as florestas densas, o leão-asiático habita as florestas de folha caduca. Hoje, o leão-asiático não tem mais contato com o tigre, porém já tiveram no passado, antes do final do século XIX o leão-asiático coexistiu com o tigre em grande parte da Ásia, e confrontos entre eles já foram relatados. Especificamente o leão coexistiu com o tigre-de-bengala na Índia, além de ter ocorrido também em áreas onde o extinto tigre do Cáspio viveu, como o norte do Iraque, norte da Pérsia e no transcáucaso.  
Desde 2017 devido às grandes semelhanças genéticas e morfológicas com o Leão Norte Africano e Leão da África Ocidental, e o Leão da África Central, a subspécie passou a estar agrupada como Panthera Leo Leo, abandonando-se assim a designação Panthera Leo Persica.

## Características

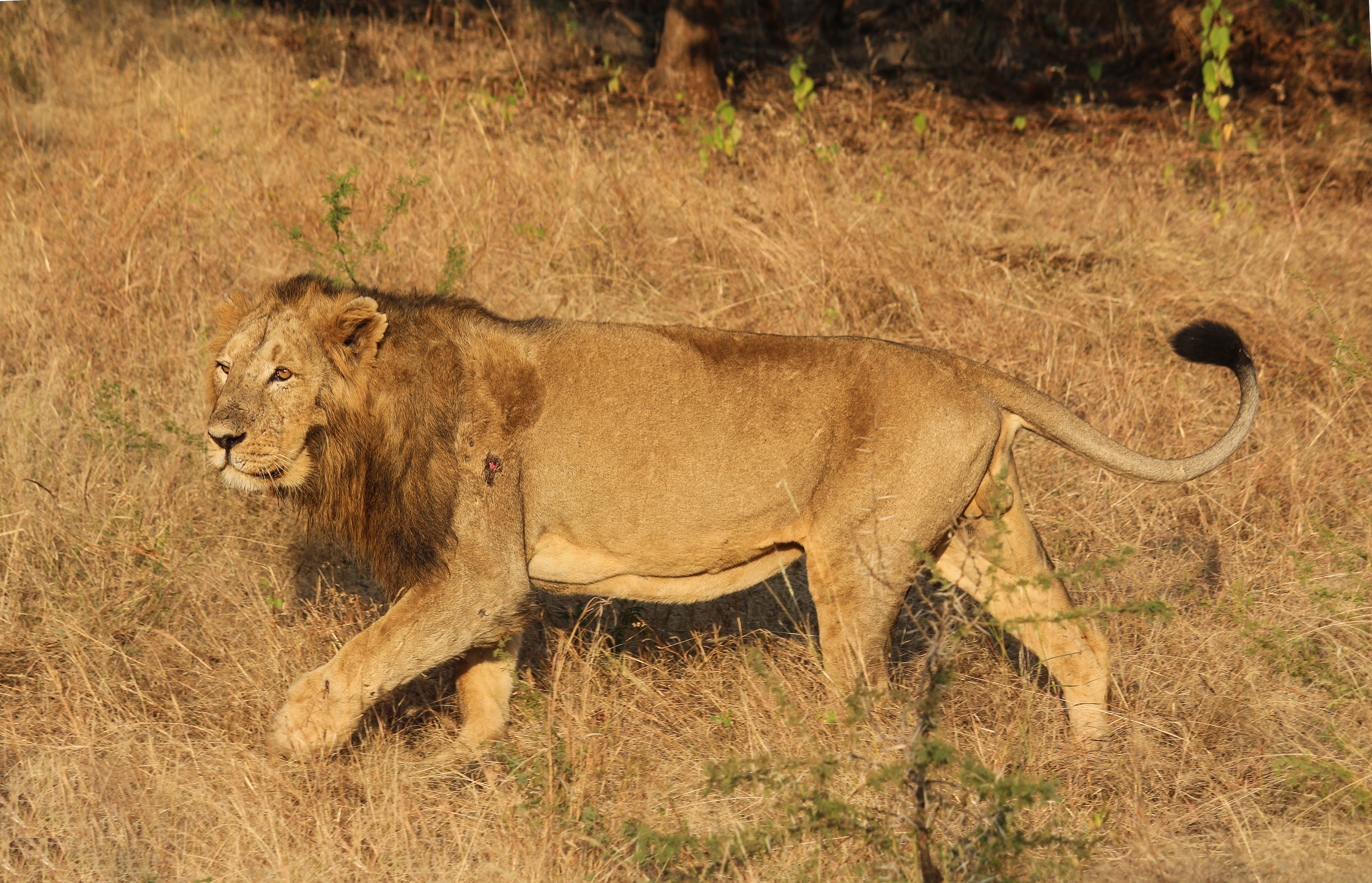
Leão-asiático macho adulto

Os leões-asiáticos são um pouco menores que os leões-africanos. Os machos adultos pesam de 160 a 190 kg, enquanto que as fêmeas pesam de 110 a 120 kg. O comprimento total é de 2,82 a 2,87 respectivamente, o leão indiano mais comprido já registrado possuía 2,92 m, incluindo a cauda. A altura no ombro é de cerca de 1,10 m. O maior leão-asiático no registo tinha cerca de 306kg e foi morto na década de 1620. Possuem uma juba bem mais rala e menos volumosa bem como uma dobra de pele longitudinal ao longo da barriga, o que os difere do leão-africano. O leão asiático é semelhante em tamanho aos leões da África central, mas são menores do que os grandes leões sul-africanos. O número de indivíduos em estado selvagem foi de aproximadamente 650, em 2017.

## Comportamento

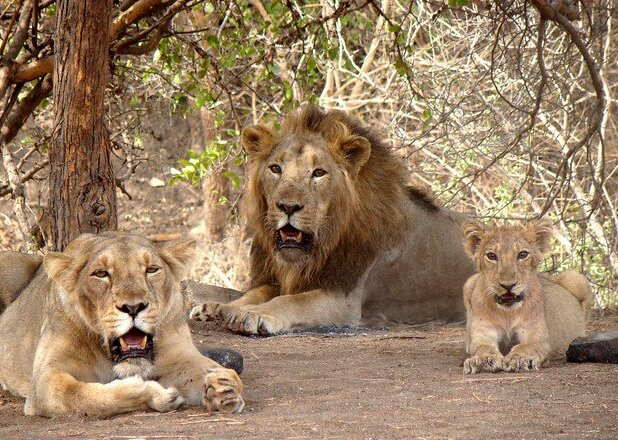
Família de leões-asiáticos na floresta de Gir

O leão asiático vive em grupos, e o tamanho médio dos bandos, medido pelo número de fêmeas adultas tendem a ser menores do que os dos leões africanos, refletindo no fato dos leões asiáticos caçarem presas menores do que seus primos da África, sendo a presa mais consumida o chital que pesa 50 kg e compreende até 45% das presas consumidas pelos leões asiáticos, a maioria dos grupos possuem apenas duas fêmeas adultas e seus filhotes, os machos geralmente vivem sozinhos ou em duplas, mas ao contrario dos machos de leões africanos os machos asiáticos geralmente se juntam as fêmeas somente para acasalar ou quando abatem uma grande presa.
Em geral os leões preferem presas grandes que pesem entre 190 e 550 kg, independente da disponibilidade, porém quando elas estão ausentes eles podem acabar predando o gado doméstico que tem historicamente sido um componente importante na dieta dos leões asiáticos. A estratégia de caça em grupos dos leões permitem a eles abaterem grandes presas e o sucesso das caçadas geralmente está associado com o tamanho dos grupos e das estratégias usadas por eles, bem como por fatores ambientais como cobertura vegetal a hora do dia entre outros.

## Leões-asiáticos na Europa

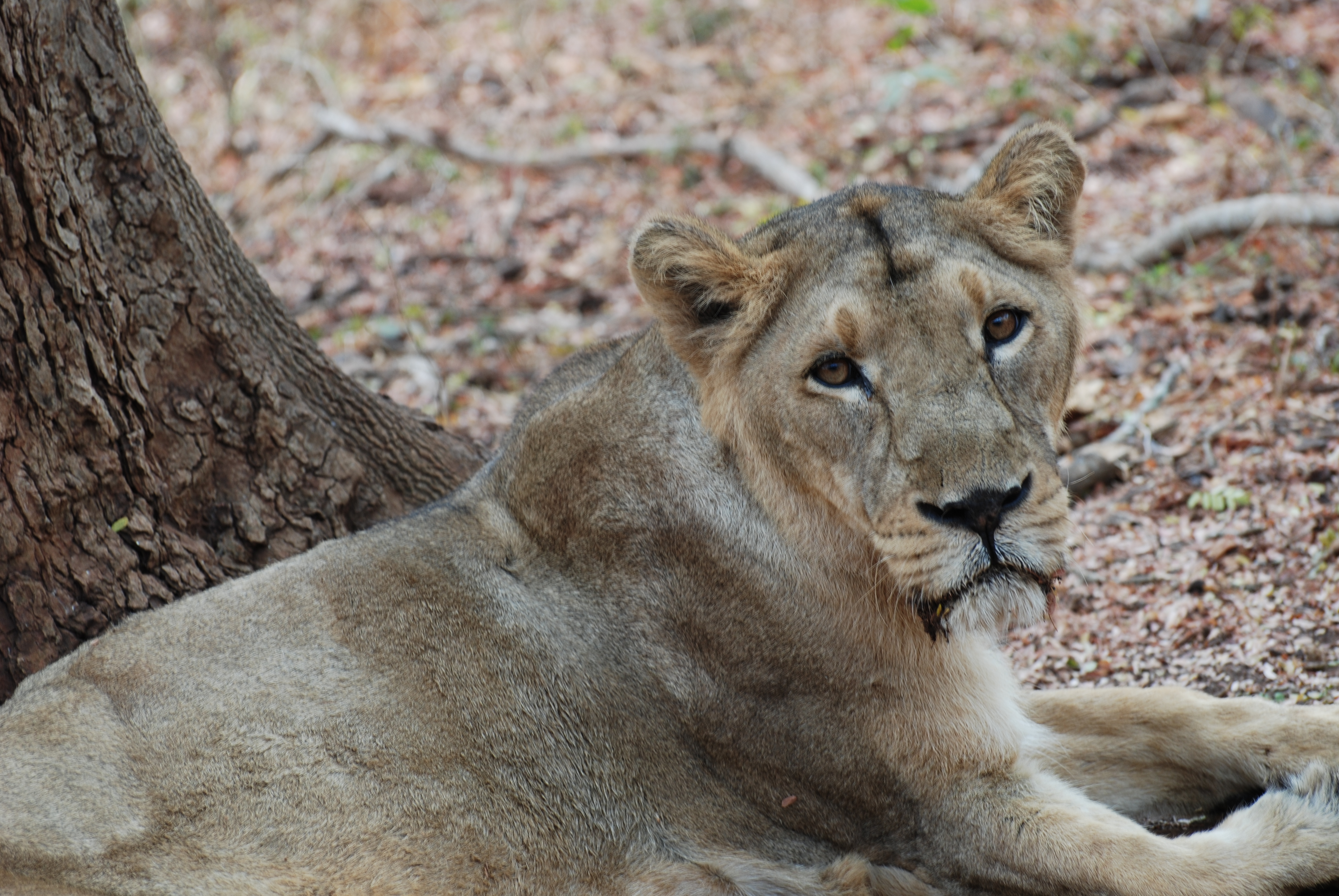
leoa asiática.

O leão-asiático habitou em tempos históricos também a Europa. Aristóteles e Heródoto escreveram que leões eram encontrados nos Balcãs em meados do primeiro milênio a.C., habitando áreas das atuais Bulgária, Grécia, Albânia, Macedônia do Norte e Iugoslávia, e possivelmente seu habitat se estendia até a França. Quando Xerxes I avançou pela Macedónia em 480 a.C., inúmeros dos seus camelos de carga foram mortos por ataques de leão. Acredita-se que os leões se extinguiram no interior das fronteiras da atual Grécia por volta dos anos 80-100 d.C. Por conta da caça, competição com cães ferais e o uso excessivo para lutarem no Coliseu Romano que os leões foram extintos da Península Balcânica. Esta população europeia de leões é considerada por alguns como uma subespécie separada do leão-asiático, o leão-europeu (Panthera leo europaea), enquanto que por outros é considerada como uma população integrante do leão-asiático.

## Extinção por região
Após serem extintos da Europa, os leões-asiáticos se extinguiram no século X do Cáucaso e no século XII, em plena época das Cruzadas, se extinguiram da Palestina, área na qual foi muito comum nos tempos bíblicos. Continuou espalhado por outras áreas até meados do século XIX, quando o advento das armas de fogo levou à sua extinção por grandes áreas (Guggisber 1961). No final do século XIX o leão tinha já desaparecido da Turquia (Ustay 1990). No Oriente Médio foi extinto por volta de 1800 da Anatólia, em 1870 do Curdistão turco, em 1891 da Síria, em 1918 do Iraque, em 1923 da Arábia Saudita e em 1942 do Irã. Já no subcontinente indiano foi extinto em 1810 do atual território do Paquistão. Na Índia centro-ocidental foram extintos do vale do rio Narmada em 1848 e das áreas ao redor de Déli uma década depois. A última vez em que foram vistos fora da área da floresta de Gir foi em 1884.
No final do século XIX, as autoridades coloniais britânicas passaram a considerar que o leão indiano caminhava diretamente para a extinção. Em 1900, após pressionar o Nawab (governador) de Junagadh, foi concedida uma reserva de 5000 km2 ao redor da floresta de Gir, atualmente o último bastião dos leões na Ásia. Apesar disso, alguns anos depois, devido a um forte período de secas, as presas tradicionais dos leões foram dizimadas. Sem outra alternativa, os leões passaram a atacar o gado e os seres humanos, razão pela qual foram perseguidos de forma contundente. Como resultado restavam apenas 20 leões na Índia em 1913.

## O parente norte-africano
Em 1968, um estudo sobre os crânios dos extintos leões-do-atlas (norte-africano) e do leão-do-cabo, asiático e africano, provou que as mesmas características quanto ao crânio apenas se encontravam nos leões do Atlas e asiático. Isto evidencia que existiria uma relação muito próxima entre os leões da parte mais ao norte de África e Ásia. De igual forma, acredita-se que o leão do sul da Europa que se extinguiu nos anos 80-100 d.C. poderia ter representado o elo entre os leões norte-africano e asiático. Julga-se que os leões-do-atlas possuíssem a mesma prega na barriga (escondida debaixo de toda a juba) que existe nos leões-asiáticos de hoje.